# Уйс, Пиет
Петрус Лафрас Уйс (более известен как Пиет Уйс) — один из самых известных переселенцев и фуртреккеров времен Большого Похода и освоения Южной Африки.

## Биография
Пиет Уйс родился 23 октября 1797 года в Свеллендаме в многодетной семье. Он был третьим из шести детей Якобуса Йоханесса Уисса. Вместе с отцом и братьями Пиет с ранних лет начал помогать отцу на ферме. В 1815 году Уйс женится на своей двоюродной сестре Алиде Марии, в этом браке у пары появляются трое сыновей. Современники описывают Уйса, как умного и коммуникабельного человека, который имел широкий круг друзей и знакомых. В том числе Пиет Уйс был в хороших отношениях с губернатором Капской колонии.
Уйс отлично проявил свои навыки руководителя во время боевых действий на мысе Фронтир, что дало ему право уже в 37 лет принять на себя командование людьми. Уйc был выбран руководителем разведывательной экспедиции в Порт-Натал.

### Первопроходец
После удачной экспедиции в Натал группа Уйса возвращается в Уитенхаг в феврале 1835 года. Информация о походе Уйса равно как и о экспедициях других фуртреккеров быстро доходит до местных фермеров, которые начинают покидать свои земли и отправляться вглубь Южной Африки в поисках новой земли. Массовый исход фермеров и их семей на специальных фургонах позднее будет назван Великим Походом. Уйс продает собственную ферму в 1836 году и вместе с семьей и группой из 100 фуртреккеров в апреле 1837 года отправляется в новый поход.
29 июня 1837 года прибыв в объединенный лагерь фуртреккеров, Уйс вступает в конфронтацию с Питером Ретифом, который объявляет себя «губернатором объединённых лагерей» и главой «Новой Голландии в Южной Африке». Уйс не согласен с этой позицией и с проектом конституции Ретифа. Он требует провести демократические выборы, когда фуртраккеры достигнут Наталя и взять за основу Конституцию США. Политической борьбе Уйса помешало участие в военном походе с Андрисом Преториусом против местных воинственных племен.
После убийства Ретифа Уйс присоединяется к карательному отряду Преториуса против зулусов, но погибает в одном из сражений.